# Lucha Social
Lucha Social fou un setmanari sindicalista revolucionari escrit en castellà i editat del 1919 al 1922. Va ser la veu principal del moviment sindical a la ciutat de Lleida. Els seus redactors eren Joaquim Maurín i Julià i Pere Bonet i Cuito. La publicació també va tenir la participació de noms com Víctor Colomer o Andreu Nin.
La seva línia editorial seguia les directius de tendència comunista de la CNT de Catalunya. Fou substituïda pel diari La Batalla, però a partir del febrer del 1934 va tornar a ser editada, en format mensual. Llavors, la redacció va ser formada militants del Bloc Obrer i Camperol i, més tard, del Partit Obrer d'Unificació Marxista (POUM).